# Павел Ольшевський
Павел Ольшевський (пол. Paweł Olszewski; нар. 7 червня 1999, Вроцлав, Польща) — польський футболіст, опорний захисник клубу «Ягеллонія», який на правах річної оренди виступає в клубі «Вігри» (Сувалки).

## Життєпис
Вихованець футбольної академії міста Вроцлав, у 2015 році перейшов до складу молодіжної команди білостоцької «Ягеллонії». В Екстраклясі дебютував 14 травня 2016 року в переможному (3:1) виїзному поєдинку 7-о туру проти «Корони» (Кельце). Павел вийшов в стартовому складі, а на 83-й хвилині отримав другу жовту картку в поєдинку, за що був вилучений з поля. З того часу за першу команду білостоцького клубу не зіграв жодного поєдинку. Напередодні початку сезону 2016/17 років на правах оренди перейшов у «Вігри» (Сувалки).